# Somatochlora hineana
Somatochlora hineana ist eine Vertreterin aus der Familie der Falkenlibellen (Corduliidae), die zu den Großlibellen (Anisoptera) gehört. Benannt ist die Art nach dem Sammler des Holotypus James S. Hine. Sie gilt als eine der bedrohtesten Arten der Vereinigten Staaten.

## Merkmale
Männchen von Somatochlora hineana messen zwischen 58 und 59 Millimeter; Weibchen sind etwas größer und erreichen 60 bis 63 Millimeter. Davon entfallen bei den Männchen 38,5 bis 41 Millimeter auf den Hinterleib (Abdomen); bei den Weibchen sind es 41 bis 45 Millimeter. Das Abdomen glänzt ab dem vierten Segment grünlich-schwarz. Das zweite und dritte Segment sind dunkelbraun und das erste ist gräulich-braun gefärbt. Zur Grundfärbung kommt noch eine Zeichnung, die sich aus folgenden Teilen zusammensetzt: Auf dem zweiten Segment befindet sich unter den Aurikeln ein größerer hellgelber Fleck. Auch die Genitallappen sind bis auf ihre Ränder hellgelb. Hinzu kommt ein hellgelber Ring am Rand, der auf der Oberseite unterbrochen ist. Das dritte Segment beginnt mit zwei seitlichen Flecken, die sich auf der Oberseite fast berühren und sich nach hinten derart ausdehnen, dass sie fast dreieckig wirken. Zudem ist das gesamte Abdomen – insbesondere aber auf den Segmenten fünf mit acht – mit kleinen Härchen besetzt.
Die Hinterleibsanhänge sind mit circa dreieinhalb Millimetern bei den Männchen knapp so lang wie das neunte und zehnte Segment zusammen. Bei den Weibchen erreichen sie vier Millimeter und haben damit ungefähr anderthalb mal die Länge der Vulvar lamina. Die oberen Anhänge der Männchen sind am Ansatz fast zylindrisch und verlaufen parallel. Ungefähr in der Mitte fangen sie an sich zuzuspitzen und laufen dann langsam aufeinander zu.
Das vorderste Segment des Brustkorbes, der sogenannte Prothorax, ist braun und weist hellgelbe Vorderkanten auf. Der restliche Thorax ist braun grundiert und schimmert grün oder blau. Auf den Seiten befinden sich hellgelbe Streifen. Von vorne nach hinten werden sie etwas breiter. So ist der erste noch einen Millimeter breit, der letzte schon 1,3 Millimeter. Des Weiteren sind auch die Regionen zwischen den Flügeln hellgelb. Nach unten hin ist der Thorax heller gefärbt und geht dann in das helle Braun der Insektenbeine über.
Die Flügel sind durchsichtig. Während das Analdreieck gelblich ist, ist die Membranula rauchbraun und der Rand der Costalregion bräunlich. Die Aderung ist schwarz und das drei Millimeter lange Flügelmal (Pterostigma) ist dunkelbraun. Dabei ist das Hinterflügelpaar bei den Männchen zwischen 41 und 41,5 Millimeter lang und zwischen 11,5 und 12,5 Millimeter breit. Die Flügel der Weibchen erreichen zwischen 40,5 und 41,5 Millimeter an Länge und eine Breite von 13 Millimetern.
Der ungefähr neun Millimeter breite Kopf von Somatochlora hineana ist im Bereich des Labiums und der Oberlippe (Labrum) hellgelb. Am Labrum ist zudem die Mitte leicht dunkler oder weist einen kleinen Punkt auf. Bei den Weibchen ist dieses Muster schwarz. Die Seiten des Clypeus, der untere Teil der Frons und das Occiput sind ockerfarben. Der obere Teil der Frons ist dunkel metallisch-grün. Der sich daran anschließende Vertex ist bräunlich und besitzt manchmal an beiden Seiten gelbliche Punkte. Die Rückseite des Kopfes ist schwarz.

## Lebensweise und Habitat
Somatochlora hineana fliegt zwischen Juni und Juli in Alabama, Illinois, Indiana, Missouri, Mississippi, Ohio und Wisconsin. Dabei besiedelt sie vornehmlich Marschlandschaften, deren Gewässer pH-Werte etwa zwischen 7,7 und 8,3 aufweisen. Zur Jagd legen Männchen wie Weibchen circa zehn bis 25 Meter zurück und fliegen dabei in ungefähr ein bis drei Meter Höhe. Zur Verteidigung ihres Territoriums hingegen fliegen Männchen meist nur bis zu vier Meter und überschreiten Höhen von zwei Metern nicht. Bei der 45 Sekunden dauernden Paarung fliegen die Libellen im Paarungsrad zu niedrigem Buschwerk. Die Eier werden dann von den Weibchen in seichtem Wasser abgelegt.

## Belege
1. 1 2  T.E. Vogt, Everett D. Cashatt: Distribution, Habitat, and Field Biology of Somatochlora hineana (Odonata: Corduliidae), Annals of the Entomological Society of America, 87 (5): S. 599–602, 1994
2. ↑  James George Needham, Minter Jackson Westfall, Michael L. May: Dragonflies of North America, ISBN 0-945417-94-2